# Open Isla de Lanzarote 2007
L'Open Isla de Lanzarote 2007 è stato un torneo di tennis facente parte della categoria ATP Challenger Series nell'ambito dell'ATP Challenger Series 2007. Il torneo si è giocato a Lanzarote in Spagna dal 30 aprile al 5 maggio 2007 su campi in cemento e aveva un montepremi di $50 000+H.

## Vincitori

### Singolare
Jo-Wilfried Tsonga ha battuto in finale  Paul Baccanello con il punteggio di 6–2, 6–2

### Doppio
Luke Bourgeois /  Rik De Voest hanno battuto in finale  Noam Okun /  Dudi Sela con il punteggio di 6–3, 6–1